# Attenhofen (Weißenhorn)
Attenhofen ist ein Gemeindeteil der Stadt Weißenhorn im Landkreis Neu-Ulm im Westen des bayerischen Regierungsbezirks Schwaben.
Das Kirchdorf Attenhofen hat einen katholischen Kindergarten. Die Engelhardmühle ist nach wie vor als Getreidemühle in Betrieb.
Die Einwohnerzahlen des Dorfes Mitte des vorigen Jahrhunderts:
- 1925: 463
- 1933: 451
- 1939: 322

Am 1. März 2016 lebten hier 942 Einwohner mit Hauptwohnsitz.
Am 1. Juli 1972 wurde Attenhofen in die Stadt Weißenhorn eingegliedert.

## Baudenkmäler
Siehe: Liste der Baudenkmäler in Attenhofen